# Lola Petticrew

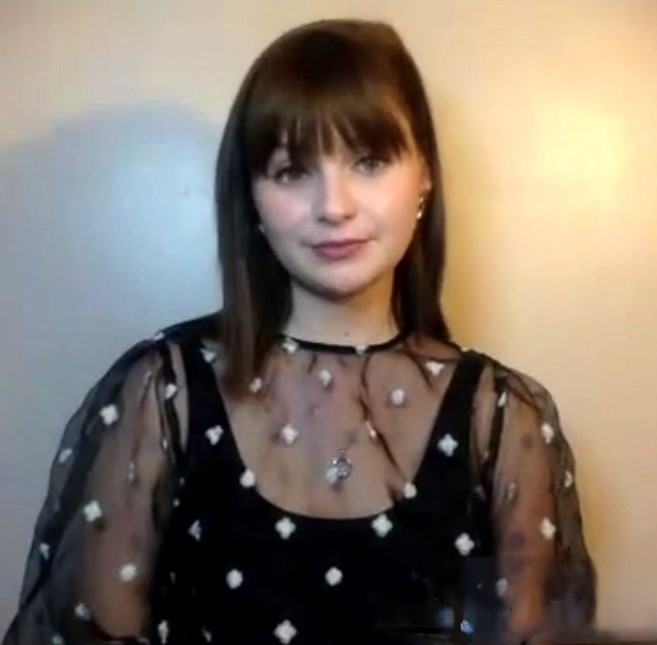

Lola Petticrew (Belfast, 26 dicembre 1995) è un'attrice nordirlandese.

## Biografia
Petticrew è nata a Belfast ed è cresciuta in una casa popolare, sorella maggiore di due sorelle e un fratello. Entrambi i genitori sono operatori sanitari. Ha frequentato la St Dominic's Grammar School for Girls e si è unita a un gruppo teatrale locale quando aveva 12 anni. Ha continuato a studiare al Royal Welsh College of Music & Drama, laureandosi nel 2017 con una laurea in recitazione.
Petticrew è queer e non binario.

## Filmografia

### Attrice

#### Cinema
- A Bump Along the Way, regia di Shelly Love (2019)
- The Return of the Yuletide Kid, regia di Anthony Richards (2019)
- Dating Amber, regia di David Freyne (2020)
- Here Are the Young Men, regia di Eoin Macken (2020)
- Shadows, regia di Carlo Lavagna (2020)
- Wolf, regia di Nathalie Biancheri (2021)
- Anche io (She Said), regia di Maria Schrader (2022)
- Tuesday, regia di Daina O. Pusić (2023)

#### Televisione
- Next of Kin, regia di Justin Chadwick e Jamie Childs – miniserie TV, puntata 1 (2018)
- Come Home, regia di Andrea Harkin – miniserie TV (2018)
- My Left Nut – serie TV, 3 episodi (2020)
- Three Families – serie TV, 2 episodi (2021)
- Anne Boleyn, regia di Lynsey Miller – miniserie TV, 2 puntate (2021)
- Bloodlands – serie TV, 10 episodi (2021-2022)
- Non dire niente (Say Nothing), regia di Michael Lennox, Mary Nighy e Anthony Byrne – miniserie TV (2024)

#### Film corto
- Sparrow, regia di Rebekah Davis (2017)